# Анжежа
Анжежа (порт. Angeja)  —  район (фрегезия) в Португалии,  входит в округ Авейру. Является составной частью муниципалитета  Албергария-а-Велья. Находится в составе крупной городской агломерации Большое Авейру. По старому административному делению входил в провинцию Бейра-Литорал. Входит в экономико-статистический  субрегион Байшу-Воуга, который входит в Центральный регион. Население составляет 2320 человек. Занимает площадь 21,08 км².
Покровителем района считается Сеньора-даш-Невеш (порт. Senhora das Neves).